# Ósemka (jezioro)
Ósemka – jezioro wytopiskowe, należące do grupy pięciu jezior Babskich, leżące na Równinie Wrzesińskiej. Jezioro zlokalizowane jest w części środkowopoznańskiej moreny czołowej i ma powierzchnię 6 hektarów.

## Charakterystyka
Jezioro zostało ukształtowane w wyniku działania lądolodu w czasie stadiału poznańskiego zlodowacenia. Dawniej, wraz z innymi jeziorami Babskimi, było częścią większego akwenu. Jezioro z innymi łączy strumień potocznie nazywany Baba (prawy dopływ Cybiny). Otoczenie stanowi pagórkowaty teren porośnięty borem sosnowym i mieszanym.

## Przyroda
W okolicy jeziora stwierdzono występowanie żmii zygzakowatej.